# Планк
Планк летелица (енгл. Planck) Европске свемирске агенције је лансирана маја 2009. године. Име је добила по немачком физичару и нобеловцу Максу Планку.
Летелица је започела је своје прво испитивање целокупног неба 13. августа 2009. године.
У септембру 2009. године Европска свемирска агенција је објавила прелиминарне резултате Planck First Light Survey анализе, којом је испитана робусност опреме. Резултати су показали високи квалитет прикупљених података.